# Carrie Snodgress
Carrie Snodgress (Barrington, 27 de outubro de 1945 – Los Angeles, 1 de abril de 2004) foi uma atriz estadunidense. Foi indicada ao Oscar de melhor atriz na edição de 1971 por interpretar Bettina "Tina" Balser no filme Diary of a Mad Housewife.

## Filmografia
| Ano  | Título                    | Papel                 |
| ---- | ------------------------- | --------------------- |
| 1970 | Diary of a Mad Housewife  | Bettina "Tina" Balser |
| 1970 | Rabbit, Run               | Janice Angstrom       |
| 1978 | The Fury                  | Hester                |
| 1980 | The Attic                 | Louise Elmore         |
| 1982 | Homework                  | Dr. Delingua          |
| 1982 | Trick or Treats           | Joan O'Keefe Adams    |
| 1983 | A Night in Heaven         | Mrs. Johnson          |
| 1985 | Pale Rider                | Sarah Wheeler         |
| 1985 | Rainy Day Friends         | Margot                |
| 1986 | Murphy's Law              | Joan Freeman          |
| 1988 | Blueberry Hill            | Becca Dane            |
| 1989 | Chill Factor              | Amy Carlisle          |
| 1990 | Across the Tracks         | Rosemary Maloney      |
| 1993 | The Ballad of Little Jo   | Ruth Badger           |
| 1994 | 8 Seconds                 | Elsie Frost           |
| 1994 | Blue Sky                  | Vera Johnson          |
| 1995 | White Man's Burden        | Josine                |
| 1998 | Wild Things               | Ruby                  |
| 1999 | A Stranger in the Kingdom | Ruth Kinneson         |
| 2000 | In the Light of the Moon  | Augusta W. Gein       |
| 2001 | The Forsaken              | Ina Hamm              |